# Ален (граф Корнуая)
Ален Кеньяр (фр. Alain, брет. Alan; умер в 1058) — граф Корнуая с 1026 года.

## Биография
Ален был сыном Бенедикта, графа и епископа Кемпера и Гиноден, дочери Орскана, епископа Ванна. После смерти отца в 1026 году, Ален стал графом Корнуая, а его брат Орскан — епископом Кемпера.
Ален ранее 1050 года основал аббатство Сен-Круа в Кемперле, где он и был похоронен после своей смерти в 1058 году.
Его сын Хоэль стал после его смерти графом Корнуая, в 1063 году — графом Нанта, а в 1066 году — первым герцогом Бретани из дома де Корнуай.

## Брак и дети
Жена с ок. 1026: Юдит (ум. 1063) — графиня Нанта с 1051. Дети:
- Хоэль II (ок. 1030 — 13 апреля 1084), герцог Бретани, граф Нанта, граф Корнуая и титулярный граф Ренна
- Агнес; муж — Эд I (ок. 997 — 1 октября 1040), граф де Пентьевр
- Будик (ум. 1091)
- Керак (ум. 1076/1078)
- Бенедикт (ум. 2 января 1115)
- дочь
- Годиерна